# Werthebach-Kommission
Die Werthebach-Kommission (eigentlich: Kommission zur Evaluierung der Sicherheitsbehörden) war eine Expertenkommission unter Leitung des ehemaligen Präsidenten des Bundesamtes für Verfassungsschutz Eckart Werthebach und wurde von Bundesinnenminister Thomas de Maizière am 19. April 2010 eingerichtet.

## Auftrag
Der Auftrag dieser Kommission war es, die Aufgaben sowie die Aufbauorganisationen der einzelnen deutschen Sicherheitsbehörden auf Bundesebene (Bundeskriminalamt, Bundespolizei und Bundeszollverwaltung) darzustellen, miteinander zu vergleichen und Vorschläge für eine bessere Zusammenarbeit und eine eventuelle Verzahnung zu erarbeiten.

## Ergebnis
Der Bericht wurde am 9. Dezember 2010 vorgelegt und die wesentlichen Empfehlungen lauteten:
- das Bundeskriminalamt (BKA) und die Bundespolizei zu einer gemeinsamen Behörde zusammenzufügen, wobei das BKA statt bisher einer eigenen Bundesbehörde eine kriminalpolizeiliche Abteilung innerhalb der Bundespolizei geworden wäre
- Sicherungsmaßnahmen auf Flughäfen nach § 5 LuftSiG (Luftsicherheitsgesetz) bei der Bundespolizei zu konzentrieren und die Risikoanalyse der Bundeszollverwaltung in die Luftsicherheit zu integrieren
- Die Übertragung von Aufgaben aus dem Strafverfolgungsbereich von der Finanzkontrolle Schwarzarbeit zum Zollfahndungsdienst zu übertragen
- Die zolleigene Spezialeinheit ZUZ (Zentrale Unterstützungsgruppe Zoll) in die GSG 9 der Bundespolizei zu integrieren

Die Vorschläge führten zu einer erheblichen Kritik insbesondere im Bundeskriminalamt. Im Weiteren überwogen die Argumente gegen die Umsetzung der Vorschläge. Sie wurden mit dem Abgang von Innenministers de Maizière ins Bundesverteidigungsministerium und der Übernahme des Innenministeriums durch Hans-Peter Friedrich (CSU) nicht mehr aufgegriffen.

## Mitglieder
Die Werthebach-Kommission bestand aus folgenden Mitgliedern:
- Eckart Werthebach (Vorsitzender), ehemaliger Präsident des Bundesamtes für Verfassungsschutz
- Ulrich Kersten, ehemaliger Präsident des Bundeskriminalamtes
- Kay Nehm, ehemaliger Generalbundesanwalt
- Wolfgang Riotte (Staatssekretär a. D.)
- Karl-Heinz Matthias, ehemaliger Präsident des Zollkriminalamtes
- Rolf Ritsert (Deutsche Hochschule der Polizei)